# مسجد آقا، ابرکوه

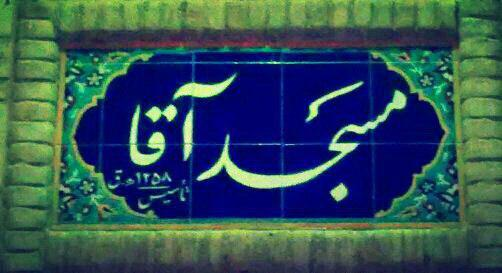
کاشی سردر مسجد بزرگ آقا، شهرستان ابرکوه، از توابع استان یزد

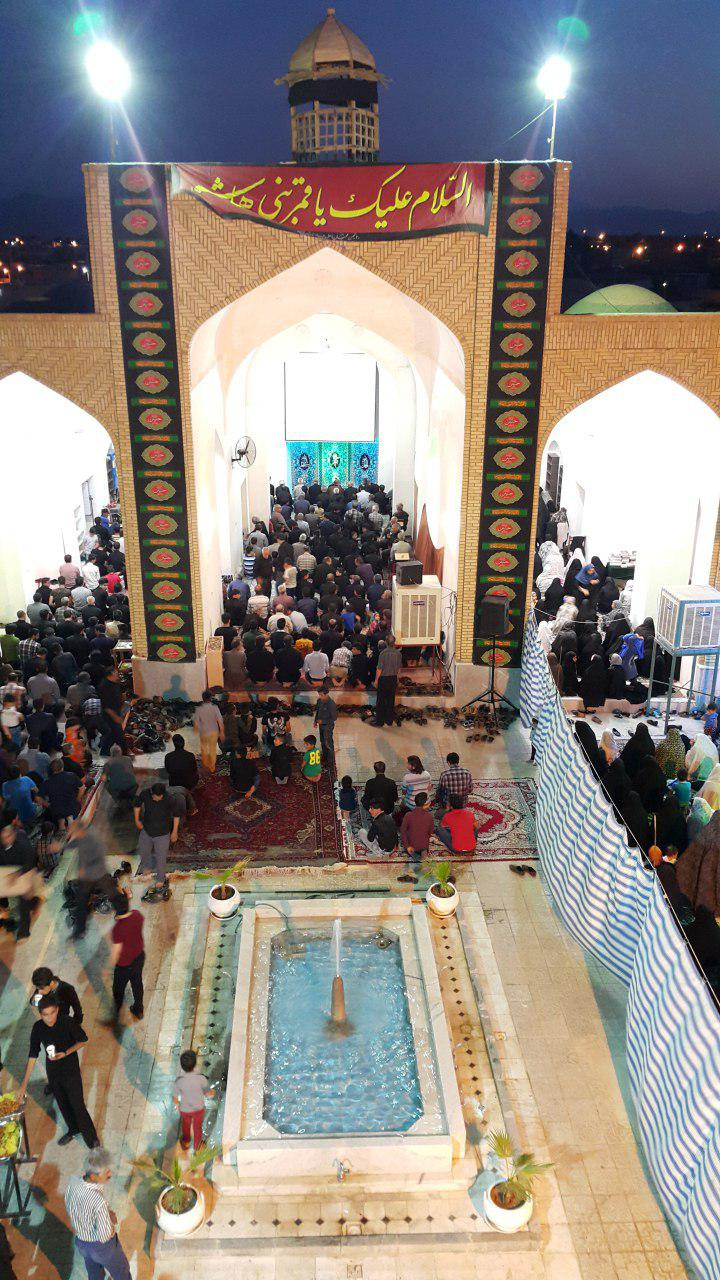
حیاط مسجد آقا

مسجد آقا (آقا سید محمد علی مجتهد) مربوط به دوره قاجار است و در ابرکوه، دروازه میدان واقع شده و این اثر در تاریخ ۵ بهمن ۱۳۷۸ با شمارهٔ ثبت ۲۵۶۲ به‌عنوان یکی از آثار ملی ایران به ثبت رسیده است.